# Bläckfisken Paul

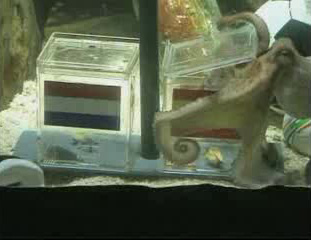
Bläckfisken Paul väljer Spaniens tank inför VM-finalen 2010 som Spanien senare vann.

Paul, född 26 januari 2008 i Weymouth, Dorset, eller i vattnen utanför Elba, död 26 oktober 2010 i Oberhausen, Nordrhein-Westfalen, var en åttaarmad bläckfisk som levde i ett akvarium i Oberhausen i Tyskland. Han uppnådde världsberömmelse under fotbolls-VM i Sydafrika 2010 då han upprepade gånger förutspådde rätt vinnare i Tysklands matcher. Försöken gick till genom att Paul fick välja att ta mat från en av två tankar med varsin flagga på som representerade sitt land. Den tank som Paul valde att äta ur symboliserade då det lag som tippades vinna.
Paul lyckades tippa rätt vinnare i Tysklands samtliga sju matcher. Den "synska" bläckfisken lyckades även tippa rätt i VM-finalen mellan Nederländerna och Spanien, där Spanien stod som segrare. Således hade han pekat ut rätt vinnare i alla åtta matcher som tippades. Sannolikheten att detta skulle bli resultatet vid ren slumpvis dragning är ungefär 1/256 eller 0,4%.
Efter Tysklands semifinalförlust mot Spanien blev Paul skämtsamt utpekad som syndabock eftersom han tippat på spansk seger. På internet spreds exempelvis recept på hur man bäst skulle kunna tillaga honom.
Efter VM tillkännagav akvarieledningen att Paul skulle pensionera sig från siandet och återgå till sin huvudsakliga syssla att roa besökande barn. Man tillkännagav även att flera intressenter, bland annat spelbolag, anmält intresse för att få köpa Paul men att han inte var till salu.
Paul tippade även Tysklands matcher i fotbolls-EM 2008, men där lyckades han "bara" tippa rätt i fyra av sex matcher.
Natten till den 26 oktober 2010 avled Paul i sitt akvarium i Oberhausen, Tyskland.